# Sozialdemokratische Arbeiterpartei Russlands (Bolschewiki)
Die Sozialdemokratische Arbeiterpartei Russlands (Bolschewiki) (dt. Abkürzung SDAPR(B)) oder Russische Sozialdemokratische Arbeiterpartei (Bolschewiki) (russ. Российская социал-демократическая рабочая партия (большевиков), Rossijskaja sozijal-demokratitscheskaja rabotschaja partija (bolschewikow); wiss. Transliteration Rossijskaja social-demokratičeskaja rabočaja partija (bol'ševikov); Abkürzung РСДРП(б), RSDAP(B)) war die Vorgängerorganisation der Kommunistischen Partei Russlands (Bolschewiki) und der Kommunistischen Partei der Sowjetunion. Die Sozialdemokratische Arbeiterpartei Russlands (Bolschewiki) bestand von 1912 bis 1918 (bzw. 1917–1918) und geht bis auf den 2. Parteitag der Sozialdemokratischen Arbeiterpartei Russlands im Jahr 1903 zurück.
Die Sozialdemokratische Arbeiterpartei Russlands (Bolschewiki) ging aus der Fraktion der Bolschewiki in der Sozialdemokratischen Arbeiterpartei Russlands unter der Führung von Wladimir Iljitsch Lenin hervor. Letztere hatte sich auf ihrem 2. Parteitag 1903 in zwei Lager gespalten: in die Bolschewiki (Mehrheitler) und die Menschewiki (Minderheitler). Die Fraktion der Bolschewiki nannte sich daraufhin Sozialdemokratische Arbeiterpartei Russlands (Bolschewiki) (SDAPR(B); russ. Abkürzung РСДРП(б), RSDAP(B)).
Der Ursprung der späteren Kommunistischen Partei der Sowjetunion (KPdSU) lag in dieser bolschewikischen Fraktion der Sozialdemokratischen Arbeiterpartei Russlands, die die Partei der Sozialdemokratischen Arbeiterpartei Russlands im Januar 1912 verließ, um auf der Prager Parteikonferenz, d. h. der
6. Allrussischen Konferenz der Russischen Sozialdemokratischen Arbeiterpartei (1912 in Prag), eine neue Partei mit dem Namen Sozialdemokratische Arbeiterpartei Russlands (Bolschewiki) zu bilden.
Nach der Oktoberrevolution 1917 benannten sich 1918 die Bolschewiki um in Kommunistische Partei Russlands (Bolschewiki) (russisch Российская Коммунистическая партия (большевиков); Abkürzung РКП(б), KPR(B), mit dem Zusatz (B) für Bolschewiki). Die Russische Sozialistische Föderative Sowjetrepublik – das spätere Gründungsmitglied der Ende 1922 konstituierten Sowjetunion – wurde von den Bolschewiki im Jahr 1918 gegründet.
Die politischen Konstruktionen des Bolschewismus wurden von dem russischen Politiker und Sprecher der Menschewiki in der Sozialdemokratischen Arbeiterpartei Russlands Julius Martow als „die Organisation der Diktatur einer Minderheit“ betrachtet.